# میافیزیسم

میافیزیسم

میافیزیسم (به فرانسوی: Miaphysisme) قاعده‌ای است در باورهای مسیح‌شناسانهٔ ارتدکسی مشرقی. بر پایهٔ این باور، عیسی مسیح یک فرد است و وجوه الهی و انسانی او بی‌هیچ جدایی و تغییری یکجا جمع شده‌اند. واژهٔ میافیزیسم از دو واژهٔ یونانی میا μία به معنای مجرد، یک و فیسیس φύσις به معنای طبیعت گرفته شده‌است.
از لحاظ تاریخی نمو این باور از میان مسیحیت نسطوری بوده‌است.